# Pournoy-la-Grasse
Pournoy-la-Grasse là một xã trong vùng Grand Est, thuộc tỉnh Moselle, quận Metz-Campagne, tổng Verny. Tọa độ địa lý của xã là 49° 00' vĩ độ bắc, 06° 13' kinh độ đông. Pournoy-la-Grasse nằm trên độ cao trung bình là 225 mét trên mực nước biển, có điểm thấp nhất là 172 mét và điểm cao nhất là 246 mét. Xã có diện tích 7,19 km², dân số vào thời điểm 1999 là 414 người; mật độ dân số là 57 người/km².

## Thông tin nhân khẩu
| 1962 | 1968 | 1975 | 1982 | 1990 | 1999 |
| ---- | ---- | ---- | ---- | ---- | ---- |
| 147  | 150  | 244  | 339  | 379  | 414  |